# Pet Alien
Pet Alien är en amerikansk datoranimerad TV-serie, skapad av Jeff Muncy och producerad av Mike Young Productions, Taffy Entertainment, Antefilms Productions och John Doze Studios som visades på Cartoon Network 2005.